# Renate Bütow
Renate Bütow (* 1947) ist eine deutsche Journalistin. Seit August 2005 hat sie die Leitung der Redaktion „Europamagazin“ im ARD-Studio Brüssel inne.